# Caramel (singolo)
Caramel è un singolo del gruppo musicale britannico Sleep Token, pubblicato il 4 aprile 2025 come secondo estratto dal quarto album in studio Even in Arcadia.

## Descrizione
Dal punto di vista musicale si tratta di uno dei brani più accessibili del gruppo, con una prima parte caratterizzata da uno stile pop e un groove tipicamente reggaeton, e una parte finale più vicina al metal.
Il testo è invece di carattere autobiografico, con Vessel che affronta le consequenze della fama e le relazioni parasociali tossiche, in riferimento alle numerose violazioni di privacy dei componenti del gruppo a seguito della popolarità da loro ottenuta con l'uscita del terzo album Take Me Back to Eden. Ciò è evidenziato nel climax del brano, dove le sonorità si fanno più pesanti grazie a un breakdown di ispirazione deathcore per poi ritornare a melodie più soft nel finale.

## Tracce
Testi di Vessel1, musiche di Vessel1 e Vessel2.
1. Caramel – 4:50

## Formazione
Gruppo
- Vessel1 – voce, chitarra, basso, tastiera, programmazione
- Vessel2 – batteria

Produzione
- Carl Bown – produzione, ingegneria del suono, missaggio
- Jim Pinder – ingegneria del suono
- Adam "Nolly" Getgood – produzione aggiuntiva
- Sebastian Sendon – ingegneria del suono aggiuntiva, montaggio batteria
- Ste Kerry – mastering

## Classifiche
| Classifica (2025)          | Posizione massima |
| -------------------------- | ----------------- |
| Australia                  | 36                |
| Canada                     | 59                |
| Regno Unito                | 10                |
| Regno Unito (rock & metal) | 1                 |
| Stati Uniti                | 34                |